# São Pedro da Quilemba
São Pedro da Quilemba – miasto w Angoli, w prowincji Kwanza Północna.